# Microcavia
Microcavia (Gervais & Ameghino, 1880) è un genere di roditori della famiglia dei Caviidi.

## Descrizione

### Dimensioni
Al genere Microcavia appartengono roditori di medie dimensioni, con lunghezza della testa e del corpo tra 200 e 220 mm e un peso fino a 500 g.

### Caratteristiche craniche e dentarie
Il cranio è corto ed arcuato. I fori palatali sono grandi, di forma triangolare e molto vicini ai denti masticatori, i quali sono semplificati nella forma, divisi in due lobi da una rientranza. Gli incisivi sono bianchi.
Sono caratterizzati dalla seguente formula dentaria:

### Aspetto
L'aspetto è quello tipico di una cavia. Le parti dorsali sono generalmente bruno-grigiastre mentre quelle inferiori sono grigio chiare. Gli occhi sono grandi e circondati da anelli bianchi. Le zampe anteriori hanno quattro dita, i piedi soltanto tre, tutte le dita sono munite di robusti artigli affilati. Sono privi di coda. Le femmine hanno due paia di mammelle.

## Distribuzione
Si tratta di animali terricoli ed erbivori diffusi in America meridionale, dalla Bolivia fino all'Argentina meridionale.

## Tassonomia
Il genere comprende 3 specie.
- Microcavia australis
- Microcavia niata
- Microcavia shiptoni